# Entenberg (Berg)
Der Entenberg (auch Endenberg; mundartlich Endeberg) ist mit 535 m ü. NHN, nach dem Schwarzenberg-Massiv, der dominanteste und prominenteste Berg im oberen Lahntal.
Sein Gipfel liegt in der Nähe der Grenze der Gemarkung Bad Laasphe zu Breidenstein, knapp auf Laaspher Seite. Er bildet hier den Übergang vom Gladenbacher Bergland zum Rothaargebirge und über ihn verläuft die Landesgrenze zwischen Hessen und Nordrhein-Westfalen.

## Geographie

### Lage
Der Entenberg erhebt sich im äußersten Norden des Breidenbacher Grundes als prominentester Berg im Umkreis und höchster eines zusammenhängenden Massivs aus Buhlberg, Schafsberg, Gebranntem Kopf und Steinchen, dass im Norden bis Nordwesten von der Lahn, im Südwesten durch Großen und Kleinen Gennernbach und Süden durch den Elsbach begrenzt wird. In Richtung Osten läuft der Entenberg in das Perftal über das Lehnhell nach Breidenstein aus, während er in Richtung Lahntal und Niederlaasphe deutlich steiler abfällt. Die Höhendifferenz zwischen Gipfel und Lahn liegt bei etwa 215 Metern.
Der Gipfel des Entenberges liegt wenige Meter nördlich der Grenze der Stadt Bad Laasphe zur Stadt Biedenkopf (und damit der Landesgrenze Hessen/Nordrhein-Westfalen)  – etwa 1,6 km westlich der Ortslage Breidensteins und 0,9 km südwestlich der Ortslage Niederlaasphes.
Auf der Nordwestflanke des Berges entspringt der Lahnbach als Zufluss der nordöstlich fließenden Lahn. Etwas südwestlich, an „Entenbergs fauler Seite“, liegt die Quelle des Perf-Zuflusses Elsbach.

### Name
Auf hessischer Seite wird der Entenberg meist Endenberg genannt, was wohl auf der dort verbreiteten platten Bezeichnung Endeberg beruht. Für die beiden Schreibweisen gibt es verschiedene Deutungsversuche: Eine Erklärung für den „Entenberg“ ist die Tatsache, dass der Berg von verschiedenen Wasserflächen, wie dem Amalienhütter Weiher oder dem Feuchtbiotop im Elsbachtal umgeben ist, wo Enten zu finden sind. Erste Belege für die Schreibweise mit t sind Karten aus dem 16. Jahrhundert – damals ist der Entenberg noch als „Anteberg“ vermerkt. Der Name „Endenberg“ wird häufig damit erklärt, dass der Berg das „Ende“ des Rothaargebirges oder Westfalens markiere.
Der Entenberg ist Namensgeber verschiedener geographischer Objekte: auf westfälisch-wittgensteinischer Seite sind die Entenbergstraße und die Straße Am Entenberg nach dem Berg benannt, auf hessisch-hinterländischer Seite sind es die Straßen Zum Endenberg und Im Endebergsfeld, das Ferienhausgebiet Im Endebergsfeld, dass ostsüdöstlich auf dem Bergrücken liegt, sowie die Breidensteiner Grundschule Endenbergschule. Auch hier ist die Diskrepanz der Schreibweisen mit t und d erkennbar.

### Erreichbarkeit
Erreichbar ist der Berg von hessischer (westlicher) Seite durch Breidenstein (Straße Zur Freizeithalle) oder von westfälischer (nördlicher) Seite vorwiegend über Niederlaasphe (Entenbergstraße/Straße Am Entenberg) oder auch südlich aus dem Tal des Kleinen Gennernbach (Verbindungsstraße Wiesenbach–Laasphe). Es empfiehlt sich den Gipfel zu Fuß oder mit dem Fahrrad zu besuchen; als Abstellmöglichkeit für Autos bietet sich bspw. der Wanderparkplatz am Amalienhütter Weiher oder der Parkplatz am Bahnhaltepunkt Niederlaasphe an. Von dort gelangt man über verschiedene Waldwege in Richtung Berg. Der Gipfel selbst ist nur über kleinere Pfade zugänglich.

### Naturräumliche Zuordnung
Der Entenberg gehört in der naturräumlichen Haupteinheitengruppe Westerwald (Nr. 32), in der Haupteinheit Gladenbacher Bergland (320) und in der Untereinheit Lahn-Dill-Bergland (320.0) zum Naturraum Breidenbacher Grund (320.00) am Übergang zu den Naturräumen Oberes Lahntal (320.02) und Südwittgensteiner Bergland (333.2; zugehörig zum Süderbergland).

## Nutzung
Für Niederlaasphe und Amalienhütte dient der Entenberg als deren Hausberg. Daneben ist er ein beliebtes Wanderziel und dient als regelmäßiger Startpunkt für Gleitschirmflieger des „Drachen- und Gleitschirmflieger Bad Laasphe e. V.“. Der Startpunkt befindet sich dabei leicht unterhalb des Gipfels auf einer kahlen Fläche.
Vom Gipfel aus blickt man auf Niederlaasphe, Puderbach und Amalienhütte sowie in das obere Lahntal Richtung Hessen und dort nach Breidenstein mit dem Perfstausee und dem Schwarzenberg-Massiv im Hintergrund. Außerdem verläuft die dritte Etappe des Lahnwanderwegs über den Berg. In einem Kasten an einem Baum waren von 1986 bis 2019 Gipfelbücher vorhanden, in dieser Zeit waren es insgesamt 50 mit rund 2000 Einträgen im Jahr. Seit 2019 befinden sich nun Gipfelbücher der TKS Tourismus Bad Laasphe auf dem Berg. An „Entenbergs fauler Seite“, der Westseite des Berges, liegt die Hugo-Kracht-Hütte.